# Oleg Pashinin
Oleg Pashinin (nacido el 12 de septiembre de 1974) es un exfutbolista uzbeko que se desempeñaba como defensa.
Oleg Pashinin jugó 12 veces para la selección de fútbol de Uzbekistán entre 2001 y 2005.

## Trayectoria

### Clubes
| Club                | País  | Año         |
| ------------------- | ----- | ----------- |
| FC Lokomotiv Moscú  | Rusia | 1992 - 2007 |
| Sanfrecce Hiroshima | Japón | 2001        |

### Selección nacional
| Selección | País       | Año         |
| --------- | ---------- | ----------- |
| Absoluta  | Uzbekistán | 2001 - 2005 |

## Estadística de equipo nacional
| Selección de fútbol de Uzbekistán | Selección de fútbol de Uzbekistán | Selección de fútbol de Uzbekistán |
| Año                               | Part.                             | Goles                             |
| --------------------------------- | --------------------------------- | --------------------------------- |
| 2001                              | 5                                 | 0                                 |
| 2002                              | 0                                 | 0                                 |
| 2003                              | 2                                 | 0                                 |
| 2004                              | 2                                 | 0                                 |
| 2005                              | 3                                 | 0                                 |
| Total                             | 12                                | 0                                 |